# Tandyari
Tandyari est une commune rurale située dans le département de Yamba de la province du Gourma dans la région de l'Est au Burkina Faso.

## Géographie
Tandyari est situé à 11 km au Sud de Yamba, le chef-lieu du département, et à 11 km au Sud-Est de Nayouri. La commune est traversée par la route nationale 18.

## Économie
L'économie de Tandyari est basée sur l'agriculture vivrière permise par l'irrigation due à la retenue d'eau du barrage en remblai situé le long de la route nationale. Elle profite également de sa localisation sur la RN18 et du commerce entre les communes du Nord et du Sud du département.

## Santé et éducation
Le centre de soins le plus proche de Tandyari est le centre de santé et de promotion sociale (CSPS) de Yamba.